# Церковь Святой Троицы (Стамбул)
Церковь Святой Троицы (греч. Ιερός Ναός Αγίας Τριάδος, тур. Aya Triada Rum Ortodoks Kilisesi) — православный храм Константинопольской архиепископии Константинопольской православной церкви; расположен в Стамбуле, в районе в Бейоглу (Пера) близ пл. Таксим (Meşelik Sok. No. 11/1 Taksim/İstanbul).
Открыт в 1880 году и считается самым большим функционирующим православным культовым сооружением нынешнего Стамбула.

## История
Участок, на котором стоит храм, до 1875 года был местом греческого кладбища и больницы, а также деревянного храма Св. Георгия, которые были снесены для новой стройки.
Строительство на основе чертежей греческого архитектора П. Кампанаки началось 13 августа 1876 года и было завершено к сентябрю 1880 г. Здание исполнено в стиле необарокко с элементами базилики. Фасад, над которым возвышаются 2 колокольни в неоготическом стиле. Такие архитектурные элементы как купола для церквей были разрешены только после 1839 года во время периода, известного как Танзимат. Здание явилось первым купольным храмом, построенным в османском Константинополе.
Живопись и убранство храма — работа художника Сакеллария Мегаклиса, мраморный пол выполнен скульптором Александром Крикелисом.
14 сентября 1880 года храм был освящён Патриархом Иоакимом III.
Здание сильно пострадало в ходе Стамбульских погромов в сентябре 1955 года.
Восстановление храма было завершено к марту 2003 года в значительной мере на средства греческого промышленника П. Ангелопулоса.
На территории церкви также находится здание греческого девичьего лицея Zappeion.

## Галерея

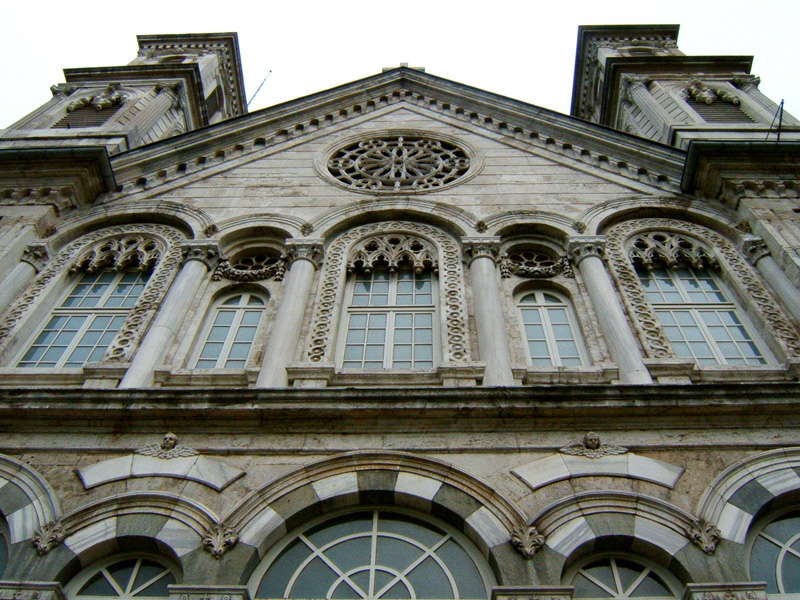
Фасад (западная сторона)
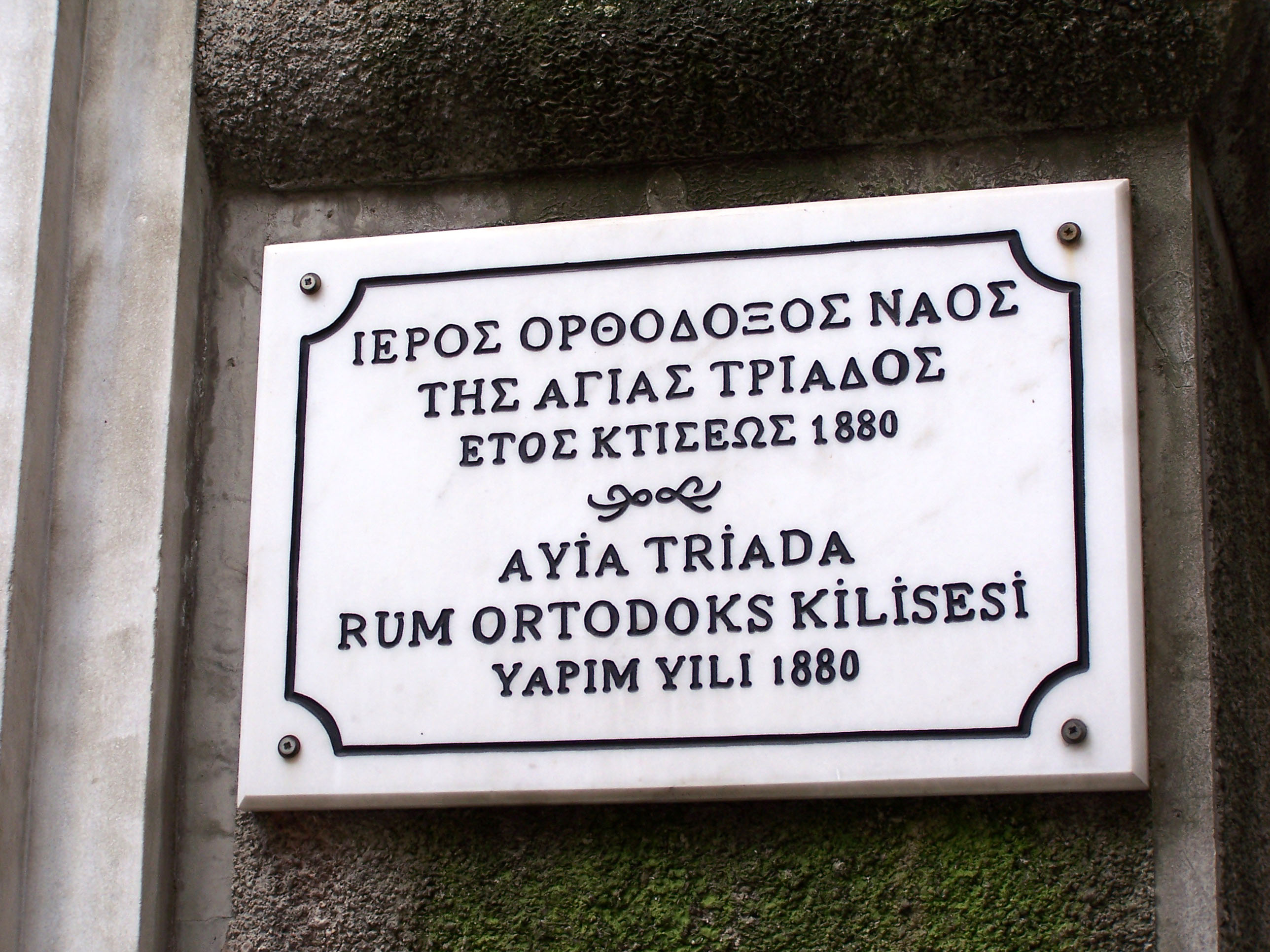
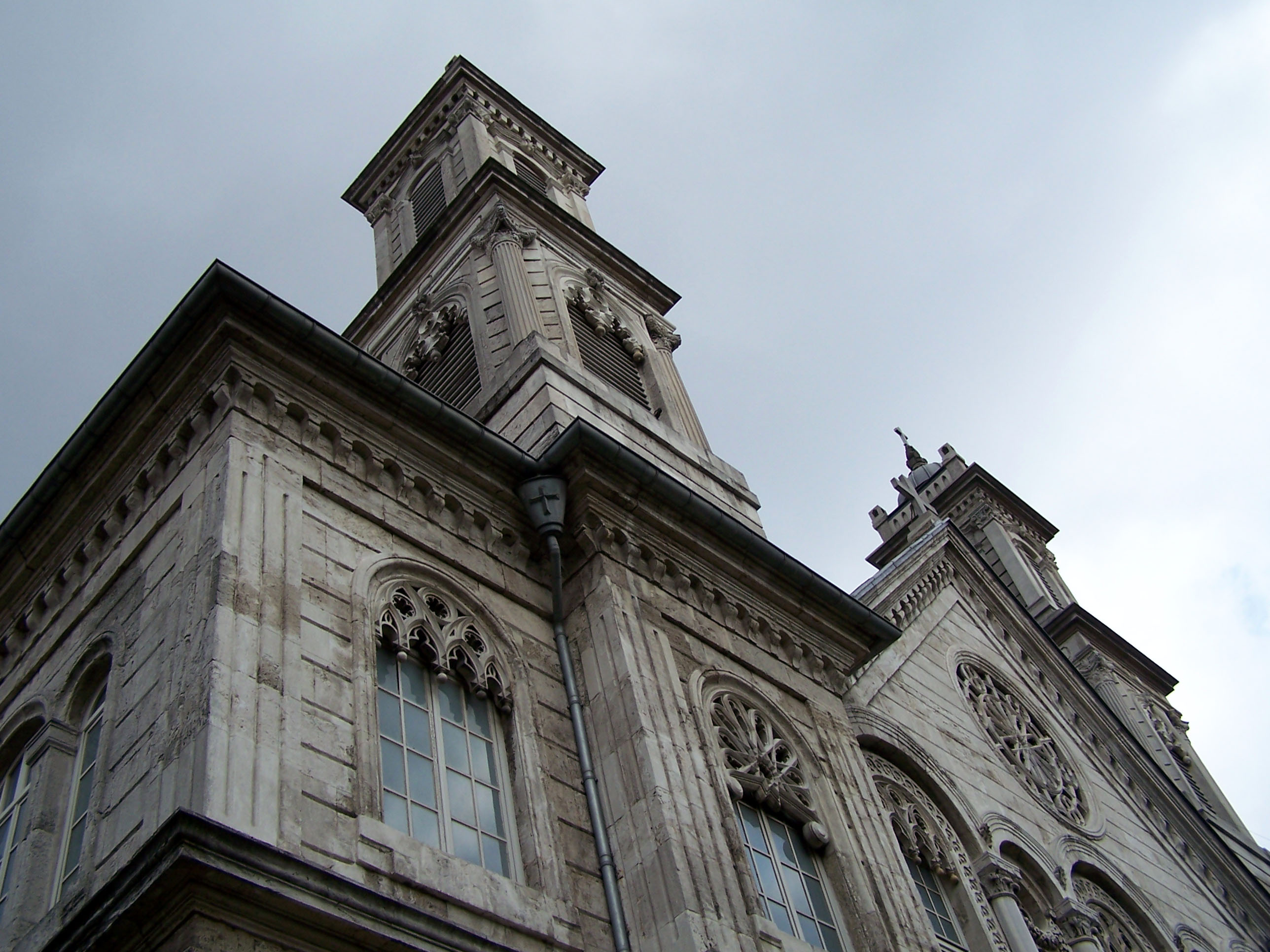
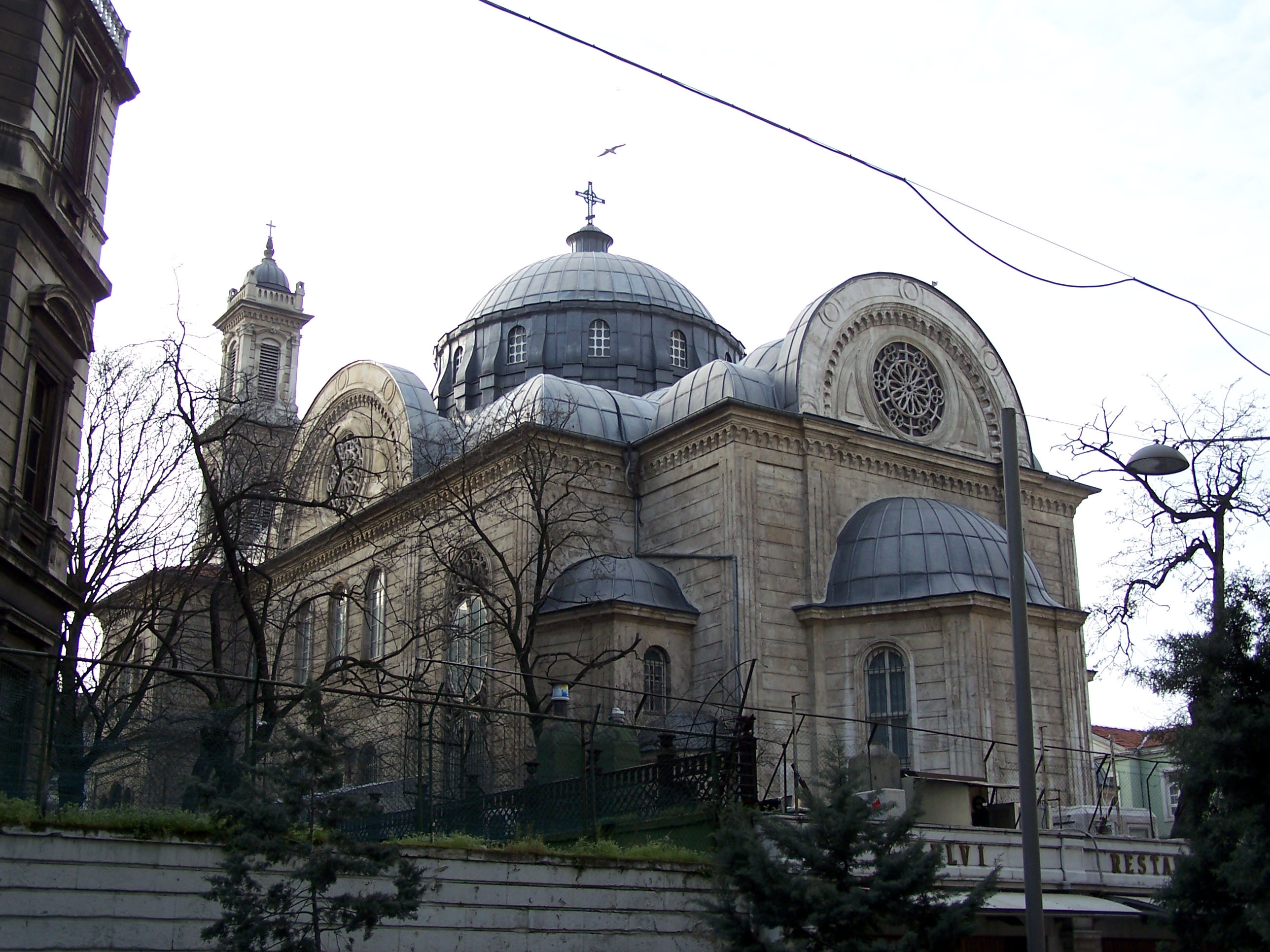